# Violence à Jericho
Pour les articles homonymes, voir Jéricho (homonymie).
Pour plus de détails, voir Fiche technique et Distribution.
Violence à Jericho (titre original : Rough Night in Jericho) est un film américain réalisé par Arnold Laven et sorti en 1967.

## Synopsis
Aux États-Unis, sur le chemin qui mène à la petite ville de Jericho, Alex Flood attaque la diligence en blessant son conducteur Ben Hickman et s'enfuit sans être identifié. En arrivant en ville, Dolan (un shérif reconverti en joueur professionnel de poker), passager de la diligence, apprend que Flood, ex-policier devenu chef de gang, veut prendre le contrôle du service de transport dirigé par Hickman et son associée Molly Lang. Celle-ci s'oppose à Flood et, essayant de rallier les habitants à sa cause, trouve un volontaire en la personne de Dolan qui s'est épris d'elle. Avec l'aide d'une petite troupe, Dolan défie Flood en s'emparant de son bétail et en dynamitant son ranch. S'ensuit une violente fusillade à l'issue de laquelle Flood tue lâchement Hickman avant de s'enfuir dans les collines. Il est rattrapé et abattu par Dolan.

## Fiche technique
- Titre : Violence à Jericho
- Titre original : Rough Night in Jericho
- Réalisation : Arnold Laven
- Scénario : Sydney Boehm et Marvin Albert d'après son roman The Man in Black
- Musique : Don Costa
- Chansons : Hold Me et The Devil Rides in Jericho, paroles de Phil Zeller et musique de Don Costa, interprétées par The Kids Next Door
- Photographie : Russel Metty
- Son : Waldon O. Watson, Frank H. Wilkinson
- Montage : Ted J. Kent
- Direction artistique : Frank Arrigo, Alexander Golitzen
- Décors : John McCarthy Jr., James Redd
- Costumes : Helen Colvig (acteurs), Rosemary Odell (actrices)
- Affichiste (France) : Mascii
- Pays de production:  États-Unis
- Tournage : 
  - Langue : anglais
  - Extérieurs : Kanab (Utah)
- Producteur : Martin Rackin
- Sociétés de production : Martin Rackin Productions, Universal Pictures
- Société de distribution : Universal Pictures
- Format : couleur par Technicolor —  35 mm — 2.35:1 en Techniscope — monophonique (Westrex Recording System)
- Genre : western
- Durée : 104 minutes
- Date de sortie :
  - États-Unis : 1er août 1967
- Affiche : Jean Mascii (France)

## Distribution
- Dean Martin (VF : Claude Bertrand) : Alex Flood
- George Peppard (VF : Georges Aminel) : Dolan
- Jean Simmons (VF : Estelle Gérard) : Molly Lang
- John McIntire (VF : Fernand Fabre) : Ben Hickman
- Slim Pickens (VF : Henry Djanik) : Yarbrough
- Don Galloway (VF : Jacques Deschamps) : Jace
- Brad Weston (VF : Jean-Pierre Duclos) : Torrey
- Richard O'Brien (VF : Jean-Henri Chambois) : Ryan
- Carol Anderson (VF : Perrette Pradier) : Claire
- Steve Sandor (VF : Marc Cassot) : Simms
- Warren Vanders (VF : Pierre Fromont) : Harvey
- John Napier (VF : Michel Gudin) : McGivern
- David Humphreys Miller (VF : Lucien Bryonne) : le docteur
- Larry D. Mann (VF : Jean Violette) : Purley
- Med Flory (VF : Serge Sauvion) : Weaver, l'acolyte de Purley
- Dean Paul Martin : Ned, un cowboy (non crédité)